# Clarence Wade McClusky
Clarence Wade McClusky (Buffalo, Nueva York, Estados Unidos; 1 de junio de 1902 - Orange, Virginia, Estados Unidos; 27 de junio de 1976) fue un aviador de la Armada de los Estados Unidos con el rango de contralmirante.  Como aviador jugó un rol crucial que decidió la Batalla de Midway a favor de EE.UU durante la Segunda Guerra Mundial.

## Biografía
Clarence Wade McClusky Jr. nació y se crio en Buffalo, New York en 1902 en el seno de una familia de bajos recursos económicos.  Fue aceptado para el curso de oficiales en la Academia naval de Annapolis en 1922 graduándose en 1926 como subteniente.  Ese mismo año se interesó en la aviación naval tomando un curso básico de entrenamiento. Siguió su carrera en el USS Pennsylvania (BB-38)  hasta 1927. Fue transferido a la Estación aeronaval de Pensacola donde completó el entrenamiento de ´piloto naval obteniendo sus alas en 1929.
Fue asignado al grupo aéreo del USS Saratoga (CV-3) con base en Pearl Harbor hasta 1931. Luego fue asignado a escuadrillas con base en tierra en ese mismo lugar realizando patrullas hasta 1932.
Regresó a Annapolis para completar un curso de especialización en observación siendo asignado luego al USS Maryland (BB-46) en 1934.
En 1935 fue asignado como ayudante del Jefe de Estación Naval en Pearl Harbor y en 1938 volvió a Annapolis para completar un curso de Oficiales de Estado Mayor.
En mayo de 1940,   fue asignado como oficial de grupo aéreo con el grado de Capitán de Corbeta basado en el USS Enterprise (CV-6) denominado grupo de combate n.º6 considerado uno de los grupos más profesionales como aviadores navales y en abril de 1941 asumió como comandante de grupo aéreo del N.º6.  El día del ataque a Pearl Harbor, el USS Enterprise  estaba entre Midway y Pearl Harbor.
Su grupo aéreo participó en las incursiones a las islas Marcus, Marshall, Gilbert anotándose el hundimiento del submarino de aprovisionamiento japonés I-70 el 10 de abril de diciembre de 1941.
Después que la inteligencia americana detectara que la Armada Imperial Japonesa pensaba invadir la isla de Midway en mayo de 1942, el USS Enterprise (CV-6), el USS Yorktown (CV-5) y el USS Hornet (CV-8) fueron enviados a interceptar la fuerza de ataque japonesa con la misión de infligir el mayor daño posible al enemigo. El 4 de junio de 1942, las fuerzas japonesas fueron detectadas por un PBY Catalina a unos 150 km de Midway.  Las primeras oleadas de aviones americanos enviadas desde el Hornet y el Yorktown fueron abatidas por los aviones de cobertura y antiaérea naval en el transcurso de la primera fase de la Batalla de Midway.
McClusky y su grupo n.º6 aguardaron hasta las 8:36 horas de ese día la señal de despegue y finalmente se hicieron al aire hacia la última posición radiada por un PBY Catalina, cuando después de casi dos horas de vuelo llegaron al sector, los japoneses no estaban en ninguna parte. El combustible era escaso y McClusky tenía dos opciones: o se regresaba a la base o se arriegaba e intentaba ubicar a la fuerza de ataque japonesa que sabía podía encontrarse en dirección nor-oeste de la isla y hacía allá se dirigió tomando gran altitud. 40 minutos después la fuerza de McClusky detectaba la estela de un destructor japonés en dirección NO, entonces decidió seguir la estela ubicando a la fuerza de portaviones de Chuichi Nagumo.
Mientras ocurría la aproximación, los ceros de cobertura estaban ocupados destruyendo la segunda oleada Douglas TBD Devastator del USS Hornet y obligando a los portaviones a navegar en círculo para evitar los torpedos sin poder colocarse en posición de lanzamiento.  Las cubiertas estaban atestadas de aviones que rugían sus motores listos para despegar.
Sin ser detectados desde las alturas, el grupo aéreo de McClusky atacó a los portaaviones japoneses logrando impactar al Akagi, Kaga y Soryu los cuales resultados severamente incendiados y finalmente hundidos.  El mismo McClusky atacó y logró impactar al Kaga con una bomba de 450 kg. 
El grupo aéreo regresó al USS Enterprise para volver a despegar y atacar al Hiryu el cual resultó gravemente incendiado y finalmente hundido.
Por sus acciones, McClusky fue recomendado por el Almirante Chester Nimitz  para la medalla de Cruz de Vuelo Distinguido, Cruz de la Marina y una citación presidencial para el USS Enterprise, el 1 de agosto de 1943 fue ascendido a Capitán de Navío y se le dio el mando del USS Corregidor (CVE-58) y sirvió en China como parte del Estado Mayor de la Armada.
Participó además como parte del Estado Mayor en la guerra de Corea.
Clarence Wade McClusky se retiró con honores del servicio activo en julio de 1956 ostentando el grado de Almirante y siendo considerado un héroe de guerra.
Falleció en Orange, Virginia, el 27 de junio de 1976 a los 74 años siendo enterrado en el cementerio de Arlington.